# المنير
قرية المنير هي إحدى القرى التابعة لمركز مشتول السوق في محافظة الشرقية في جمهورية مصر العربية. حسب إحصاءات سنة 2006، بلغ إجمالي السكان في المنير 24371 نسمة، منهم 12513 رجل و11858 امرأة.